# Łukasz Jurkowski
Łukasz Jurkowski ps. Juras (ur. 8 marca 1981 w Warszawie) – polski komentator i dziennikarz sportowy, a także zawodnik taekwondo oraz mieszanych sztuk walki. Zwycięzca pierwszego turnieju Konfrontacji Sztuk Walki.

## Przeszłość w taekwondo
W wieku 17 lat rozpoczął treningi taekwondo w wersji ITF w LKS Lotos Jabłonna. Trzy miesiące później wystąpił na Mistrzostwach Warszawy w Taekwondo, gdzie zajął pierwsze miejsce. W roku 2000 wyjechał do Szwecji na Otwarte Mistrzostwa Szwecji (Viking Cup 2000). Trzy zwycięstwa dały mu pierwsze miejsce w jego kategorii wagowej. 3 lata później przystąpił do egzaminu na 1 dan mistrzowski taekwondo, który zdał. 
W tym samym roku rozpoczął treningi brazylijskiego jiu-jitsu. W 2004 roku wygrał Puchar Świata w Taekwondo organizowany na Florydzie w USA, dzięki czemu otrzymał powołanie do kadry narodowej. Kontuzja i podpisanie zawodowego kontraktu z organizacją KSW spowodowały, że 2005 rok był ostatnim, w którym Jurkowski wystąpił na zawodach taekwondo.

## Kariera MMA

### Początki w turnieju KSW
Występy w MMA rozpoczął w lutym 2004 roku, na pierwszym turnieju Konfrontacji Sztuk Walki odbywającym się w hotelu Marriott, który Jurkowski wygrał.
W kolejnych dwóch edycjach docierał do finałów ale przegrywał z judoką Antonim Chmielewskim.
W 2005 roku na KSW 4 pokonał po zaciętym pojedynku przyszłego zawodnika UFC Chorwata Igora Pokrajaca.
Kolejne zwycięstwo zanotował na gali KSW 5 efektownie pokonując Słowaka Ilję Skondrica obrotowym kopnięciem.

### Walki w Chorwacji i M-1 Global
W 2006 roku stoczył w Chorwacji rewanżowy pojedynek z Pokrajacem, który ostatecznie przegrał przez decyzję.
Następne dwa pojedynki również przegrywał, najpierw z Niemcem polskiego pochodzenia Martinem Zawadą na KSW 6 przez decyzję i z Holendrem Dave'em Dalglieshem przez ciężki nokaut na holenderskiej gali 2H2H.
Fatalną serię trzech przegranych pojedynków przerwał na KSW 7 pokonując Ormianina Iszchana Zachariana duszeniem trójkątnym.
W 2007 roku zaliczył jednorazowy występ na rosyjskiej gali M-1 Global. Przegrał wtedy z zawodnikiem gospodarzy Michaiłem Zającem.

### KSW i walka w USA
Dwa kolejne pojedynki w KSW wygrywał, najpierw na gali KSW Eliminacje pokonał przez techniczny nokaut Tonego Galica, a na KSW 8 Francuza Moise Rimbona przez decyzję.
W 2008 roku przegrał z tryumfatorem turnieju KSW 5 Francisem Carmontem na gali KSW Extra.
Na KSW 11 pokonał na punkty Słowaka węgierskiego pochodzenia Attile Végha. Jurkowski jako jedyny zawodnik wystąpił na 8 galach KSW z rzędu.
21 maja 2010 roku wystąpił razem z przyszłym rywalem Mariuszem Pudzianowskim w Stanach Zjednoczonych na gali Moosin: God of Martial Arts, na której znokautował uderzeniami kolanami i ciosami pięściami Koreańczyka, Ho Jim Kima.

### Dalsze walki w KSW
W 2011 roku, po porażce na KSW 15 z Finem Tonim Valtonenem zdecydował się zakończyć karierę zawodniczą.
30 stycznia 2017 ogłosił powrót do zawodowych startów w MMA, natomiast pierwszą walkę od prawie sześciu lat stoczył 27 maja 2017 na gali KSW 39 na Stadionie Narodowym w Warszawie, gdzie pokonał Kameruńczyka Rameau Thierry Sokoudjou niejednogłośnie na punkty.
Na gali KSW 42: Khalidov vs. Narkun stoczył rewanżowy pojedynek po 12 latach z niemiecko-polskim zawodnikiem Martinem Zawadą. Przegrał walkę przez TKO (przerwanie narożnika) pod koniec 1 rundy, gdyż na jednym z treningów złamał mostek i nie był w stanie kontynuować walki.
Niecały rok później podczas KSW 48: Szymański vs. Parnasse stoczył kolejne rewanżowe starcie, mierząc się po 14 latach z Chorwatem Stjepanem Bekavacem. Jurkowski udanie zrewanżował się przez kontuzję rywala.
5 czerwca 2021 roku w walce wieczoru gali KSW 61: To Fight or Not To Fight zmierzył się z byłym najsilniejszym człowiekiem świata Mariuszem Pudzianowskim. Przegrał walkę przez TKO w 3 rundzie.
13 maja 2023 podczas trwającej gali KSW 82 został uhonorowany przez organizację KSW wprowadzeniem do nowo utworzonej Galerii Sław (ang. Hall of Fame).
3 czerwca 2023 podczas KSW Colosseum II, wyszedł do oktagonu organizacji, gdzie został uhonorowany i nagrodzony symbolicznym pierścieniem. Juras podziękował wszystkim za wspólnie spędzone lata w KSW. Następnie podpisał proporzec ze swoim zdjęciem, unosząc go nad klatkę.

## Boks
22 czerwca 2024 w Radomiu podczas charytatywnej gali Biznes Boxing Polska skrzyżuje rękawice w pokazowej walce z Danielem Rutkowskim.

## Dziennikarz i komentator sportowy
Karierę jako komentator sportowy rozpoczął jeszcze, gdy walczył czynnie w MMA. Najczęściej występuje w duecie z Andrzejem Janiszem, wspólnie z którym komentuje gale: FEN, Babilon MMA czy UFC. Wspomniany duet najbardziej był kojarzony z KSW, jednak federacja w listopadzie 2021 roku skończyła współpracę z Cyfrowym Polsatem, z którymi są związani komentatorzy.
Prowadził także samodzielnie od września 2010 roku "Magazyn Sportów Walki" dla Orange Sport. W 2011 roku komentował dla TV Puls pierwszą edycję programu "UFC Walki Mistrzów". Od 2015 roku spiker na meczach Legii Warszawa występującej w piłkarskiej Ekstraklasie. Związany z Polsatem od września 2019 roku, gdyż komentuje w programie Ninja Warrior Polska. 
Od 2020 roku regularnie prowadzi program Koloseum – Magazyn sportów walki.
9 kwietnia 2024 w parze z Andrzejem Janiszem na antenie Polsat Sport Premium 1 skomentował swój pierwszy mecz piłkarski w karierze komentatorskiej, a był to mecz ćwierćfinałowy Ligi Mistrzów UEFA (Arsenal–Bayern Monachium).

## Osiągnięcia

### Taekwondo
- I miejsce w walkach indywidualnych (kat -80 kg.) na IV Mistrzostwach Warszawy Seniorów (1999)
- I miejsce w walkach indywidualnych (kat. -80 kg.) na Viking Cup w Skövde (2000)
- I miejsce w walkach indywidualnych (kat. -80 kg.) na V Mistrzostwach Warszawy Seniorów (2000)
- I miejsce w walkach indywidualnych (kat. -80 kg.) na Mistrzostwach Mazowsza (2001)
- III miejsce w walkach indywidualnych (kat. -80 kg.) na XIII Mistrzostwach Polski w Lublinie (2001)
- II miejsce w walkach indywidualnych (kat. -80 kg.) podczas Międzynarodowego Meczu Polska-Ukraina-Szwecja z udziałem reprezentacji Warszawy oraz Puchar Najlepszego Zawodnika (2002)
- I miejsce w walkach indywidualnych (kat. -80 kg.) na Mistrzostwach Mazowsza w Grodzisku Mazowieckim (2002)
- I miejsce w walkach indywidualnych (kat. -80 kg.) na Mistrzostwach Warszawy (2002)
- III miejsce w walkach indywidualnych (kat. -80 kg.) na Pucharze Polski w Ciechanowie (2002)
- III miejsce w walkach drużynowych na XIV Mistrzostwach Polski w Głubczycach (2002)
- II miejsce w walkach indywidualnych (kat. -80 kg.) na Pucharze Polski w Legnicy (2003)
- III miejsce w walkach drużynowych na XV Mistrzostwach Polski w Lubartowie (2003)
- Egzamin na czarny pas I DAN w Lublinie (czerwiec 2003)
- I miejsce w walkach indywidualnych (kat. +80 kg.) na Mistrzostwach Mazowsza w Grodzisku Mazowieckim (2004)
- II miejsce w walkach indywidualnych (kat. +80 kg.) na Mistrzostwach Polski Seniorów w Lublinie (2004)
- II miejsce w walkach drużynowych na Mistrzostwach Polski Seniorów w Lublinie (2004)
- II miejsce na U.K. Open w Crawley w Anglii (2004)
- II miejsce na Grand Impact w Crawley w Anglii (2004)
- I miejsce na Pucharze Świata Taekwondo w Orlando, USA (2004)[3]

### Wushu
- II miejsce na Międzynarodowych Mistrzostwach Polski w Warszawie (2002)

### Mieszane sztuki walki
- Turniejowy Mistrz KSW 1 (2004)
- Autor drugiego najszybszego nokautu w historii KSW (gala KSW 2 (2004)
- Finalista Turnieju KSW 2 (2004) i KSW 3 (2005)
- KSW Hall of Fame (2023)[29]

## Lista walk w MMA
| Wynik     | Bilans | Przeciwnik (bilans przed walką)   | Rozstrzygnięcie                           | Runda | Czas | Rozgrywki                        | Data       | Miejsce          | Uwagi                                  |
| --------- | ------ | --------------------------------- | ----------------------------------------- | ----- | ---- | -------------------------------- | ---------- | ---------------- | -------------------------------------- |
| Przegrana | 17-12  | Mariusz Pudzianowski (14-7. 1 NC) | TKO (ciosy pięściami)                     | 3     | 1:32 | KSW 61: To Fight or Not To Fight | 05.06.2021 | Gdańsk/Sopot     | Walka w wadze ciężkiej. Main Event     |
| Wygrana   | 17-11  | Stjepan Bekavac (19-9)            | TKO (kontuzja kolana)                     | 1     | 1:06 | KSW 48: Szymański vs. Parnasse   | 27.04.2019 | Lublin           | Co-Main Event                          |
| Przegrana | 16-11  | Martin Zawada (27-14-1)           | TKO (przerwanie przez narożnik)           | 1     | 5:00 | KSW 42: Khalidov vs. Narkun      | 03.03.2018 | Łódź             | Limit umowny do 95 kg                  |
| Wygrana   | 16-10  | Rameau Thierry Sokoudjou (18-16)  | Decyzja (niejednogłośna)                  | 3     | 5:00 | KSW 39: Colosseum                | 27.05.2017 | Warszawa         |                                        |
| Przegrana | 15-10  | Toni Valtonen (24-10)             | Decyzja (jednogłośna)                     | 2     | 5:00 | KSW 15: Współcześni Gladiatorzy  | 19.03.2011 | Warszawa         | Limit umowny do 95 kg                  |
| Wygrana   | 15-9   | Ho Jin Kim (7-6)                  | TKO (uderzenia łokciem i ciosy pięściami) | 1     | 2:22 | Moosin: God of Martial Arts      | 21.05.2010 | Worcester        | Walka w wadze ciężkiej                 |
| Wygrana   | 14-9   | Attila Végh (9-0)                 | Decyzja (jednogłośna)                     | 2     | 5:00 | KSW 11: Khalidov vs. Acacio      | 15.05.2009 | Warszawa         | Co-Main Event                          |
| Przegrana | 13-9   | Jair Gonçalves (3-2)              | Poddanie (duszenie trójkątne)             | 1     | 1:28 | WFC 6 Relentless                 | 27.09.2008 | Sofia            |                                        |
| Przegrana | 13-8   | Francis Carmont (11-7)            | Poddanie (duszenie zza pleców)            | 1     | 4:14 | KSW Extra                        | 13.09.2008 | Dąbrowa Górnicza |                                        |
| Wygrana   | 13-7   | Ladislav Žák (6-10-1)             | Dyskwalifikacja                           | 2     | ?    | WFC 4 Dynamite                   | 29.03.2008 | Lublana          |                                        |
| Wygrana   | 12-7   | Moise Rimbon (11-6-3)             | Decyzja (większości)                      | 3     | 3:00 | KSW 8                            | 10.11.2007 | Wrocław          |                                        |
| Wygrana   | 11-7   | Tony Galić (0-0)                  | Poddanie (ciosy pięściami)                | 1     | 1:23 | KSW Eliminacje                   | 15.09.2007 | Wrocław          |                                        |
| Przegrana | 10-7   | Michaił Zajac (2-0)               | Poddanie (duszenie)                       | 3     | ?    | M-1 MFC Battle on the Neva       | 21.06.2007 | Petersburg       |                                        |
| Wygrana   | 10-6   | Iszchan Zakarjan (3-6)            | Poddanie (duszenie trójkątne)             | 1     | 2:37 | KSW 7                            | 02.06.2007 | Warszawa         | Co-Main Event                          |
| Przegrana | 9-6    | Dave Dalgliesh (23-16-2)          | KO (ciosy pięściami i stompy)             | 2     | 0:50 | 2H2H Pride & Honor               | 10.12.2006 | Rotterdam        | Walka w wadze ciężkiej                 |
| Przegrana | 9-5    | Martin Zawada (12-1)              | Decyzja (jednogłośna)                     | 2     | 5:00 | KSW 6                            | 14.10.2006 | Warszawa         | Co-Main Event                          |
| Przegrana | 9-4    | Igor Pokrajac (8-3)               | Decyzja                                   | 2     | ?    | Sukosan Fight Night              | 09.08.2006 | Sukošan          |                                        |
| Wygrana   | 9-3    | Ilja Skondric (2-3)               | TKO (kopnięcie obrotowe w korpus)         | 1     | 0:25 | KSW 5                            | 03.06.2006 | Warszawa         | Co-Main Event                          |
| Przegrana | 8-3    | Stjepan Bekavac (2-0)             | TKO                                       | 2     | ?    | Ultimate Nokaut 3                | 17.12.2005 | Rijeka           |                                        |
| Wygrana   | 8-2    | Igor Pokrajac (6-2)               | TKO (rezygnacja z walki)                  | 2     | 5:00 | KSW 4                            | 10.09.2005 | Warszawa         | Co-Main Event                          |
| Przegrana | 7-2    | Antoni Chmielewski (9-0)          | Poddanie (duszenie rękawem judogi)        | 1     | 2:40 | KSW 3                            | 15.01.2005 | Warszawa         | Porażka w finale turnieju              |
| Wygrana   | 7-1    | Marcin Zontek (0-0)               | Decyzja (jednogłośna)                     | 2     | 5:00 | KSW 3                            | 15.01.2005 | Warszawa         |                                        |
| Wygrana   | 6-1    | Sergej Razvadovskij (0-1)         | Poddanie (kimura)                         | 1     | 4:20 | KSW 3                            | 15.01.2005 | Warszawa         |                                        |
| Przegrana | 5-1    | Antoni Chmielewski (5-0)          | Poddanie (dźwignia na staw łokciowy)      | 1     | 3:33 | KSW 2                            | 07.10.2004 | Warszawa         | Finał turnieju                         |
| Wygrana   | 5-0    | Tomasz Stranclik (0-0)            | Poddanie (duszenie zza pleców)            | 3     | 0:55 | KSW 2                            | 07.10.2004 | Warszawa         |                                        |
| Wygrana   | 4-0    | Paweł Zalewski (0-0)              | KO (kopnięcie w głowę)                    | 1     | 0:09 | KSW 2                            | 07.10.2004 | Warszawa         | Drugi najszybszy nokaut w historii KSW |
| Wygrana   | 3-0    | Roman Szaszkow (0-0)              | Poddanie (ciosy pięściami)                | 2     | 2:42 | KSW 1                            | 27.02.2004 | Warszawa         | Zwycięstwo w finale turnieju           |
| Wygrana   | 2-0    | Benedykt Stępień (0-0)            | Decyzja (jednogłośna)                     | 2     | 5:00 | KSW 1                            | 27.02.2004 | Warszawa         |                                        |
| Wygrana   | 1-0    | Rafał Tomasiuk (0-0)              | Poddanie (duszenie zza pleców)            | 1     | 1:22 | KSW 1                            | 27.02.2004 | Warszawa         | Debiut w MMA                           |

## Filmografia[37]
- 2018: Kobiety Mafii (serial) – gangster
- 2019: Underdog – jako on sam, komentator